# Horrea Galbae
Horrea Galbae so bila skladišča (horreum) v južnem delu Antičnega Rima, ki se nahajajo med južnim koncem Aventinskega griča in smetiščem Monte Testaccio. Potekala so na precejšnji razdalji, ki se je morda raztezala vse do Porta Ostiensis na vzhodu in Porticus Aemilia na bregovih Tibere. Horreum je bil verjetno zgrajen na mestu primestne vile v lasti Sulpicii Galbae, ugledne plemiške družine, katere član je bil rimski cesar Galba iz 1. stoletja našega štetja. (Obstaja veliko alternativnih črkovanj imena: Galbana, Galbiana, Galbes in tako naprej.).
Grob Servija Sulpiciusa Galbe (verjetno konzul leta 108 pred našim štetjem, namesto njegovega bolj znanega istoimenskega očeta) je stal pred skladiščnim kompleksom. Ni jasno, kdaj je bil horreum ustanovljen, toda predvidoma je bil nekaj časa po tem, ko je bila zgrajena grobnica. Kompleks je bil verjetno prvotno znan kot Horrea Sulpicia, po imenu gens Sulpicia, vendar je poznejše ime dobil v času cesarja Galbe.
Arheološka izkopavanja in ostanki Forma Urbis Romae kažejo, da so Horrea Galbae sestavljala tri dolga pravokotna dvorišča, vzporedno postavljena, vsako obkroženo s kolonadami ali arkadami taberne, z enim vhodom, nameščenim na osi krajše stranici. Uporabljali so ga za shranjevanje annone publice (javne zaloge žita), pa tudi oljčnega olja, vina, živil, oblačil in celo marmorja. Velikost Horrea Galbae je bila ogromna, tudi po sodobnih standardih; horreum je vseboval 140 sob v pritličju, ki so pokrivale površino približno 21.000 m².
Menijo, da je bil Monte Testaccio, velikanski kup zdrobljenih amfor, ki so ležale za Horrea Galbae, povezanim s kompleksom. Oljčno olje, uvoženo iz daljne Baetice (v sodobni Španiji), je bilo izpraznjeno v posode za razsuti tovor, verjetno v horrreumu, prvotne uvozna posode pa so razbili in odvrgli na Monte Testaccio. O obsegu uvoza lahko sodimo po dejstvu, da naj bi po oceni na Monte Testacciu obstajali ostanki najmanj 53 milijonov amfor oljčnega olja, v katerih naj bi bilo uvoženih približno 6 milijard litrov  olja.
Od Horrea Galbae je ostalo malo. Stene in opečne zidove, verjetno iz 1. stoletja našega štetja, so arheologi odkrili skupaj z velikimi svinčenimi cevmi z napisi iz Hadrijanovega obdobja v naslednjem stoletju.